# Cá trứng
Cá trứng (Danh pháp khoa học: Mallotus villosus) là một loài cá có nguồn gốc từ Na Uy, có hình dạng nhỏ như con cá kèo, xương nhỏ, mềm, da cá mỏng và đặc biệt bụng cá (con cái) luôn chứa đầy trứng dù không phải mùa sinh sản. Đây là loại cá thường được tìm thấy ở vùng tây bắc Đại Tây Dương, và Bắc Băng Dương, những vùng nước lạnh tinh khiết, đặc biệt là vùng Bắc Âu như Na Uy, Greenland, hoặc Canada.

## Tên gọi
Cá trứng còn có tên gọi khác là cá trứng Na Uy hoặc cá trứng Nhật. Cá trứng có tên như vậy vì đặc điểm sinh học của nó la trong bụng luôn chứa đầy trứng. Và tên gọi cá trứng Na Uy là do xuất xứ, cá trứng Nhật là do người Nhật tiêu thụ lượng cá đặc sản này rất nhiều. và đồng thời cũng là quốc gia phân phối, xuất khẩu loại cá này đến các nước khác trong đó có Việt Nam.

## Giá trị
Cá trứng được đánh bắt ở vùng nước lạnh tinh khiết nên hàm chứa một lượng chất béo lớn hơn rõ rệt so với các loài cá khác, cơ thể cá chứa nhiều đạm nên rất có lợi cho sức khỏe, là một loại thực phẩm ngon, bổ, rẻ lại sẵn có và dễ chế biến. Cá trứng đồng thời là một mặt hàng xuất khẩu có giá trị.
Cá trứng được chế biến thành những món ăn ngon và bổ dưỡng như: Cá trứng nướng muối ớt, rán vàng, sốt chua cay, kho thịt nghệ, cá trứng nướng sốt me, kho dưa….

## Ở Việt Nam

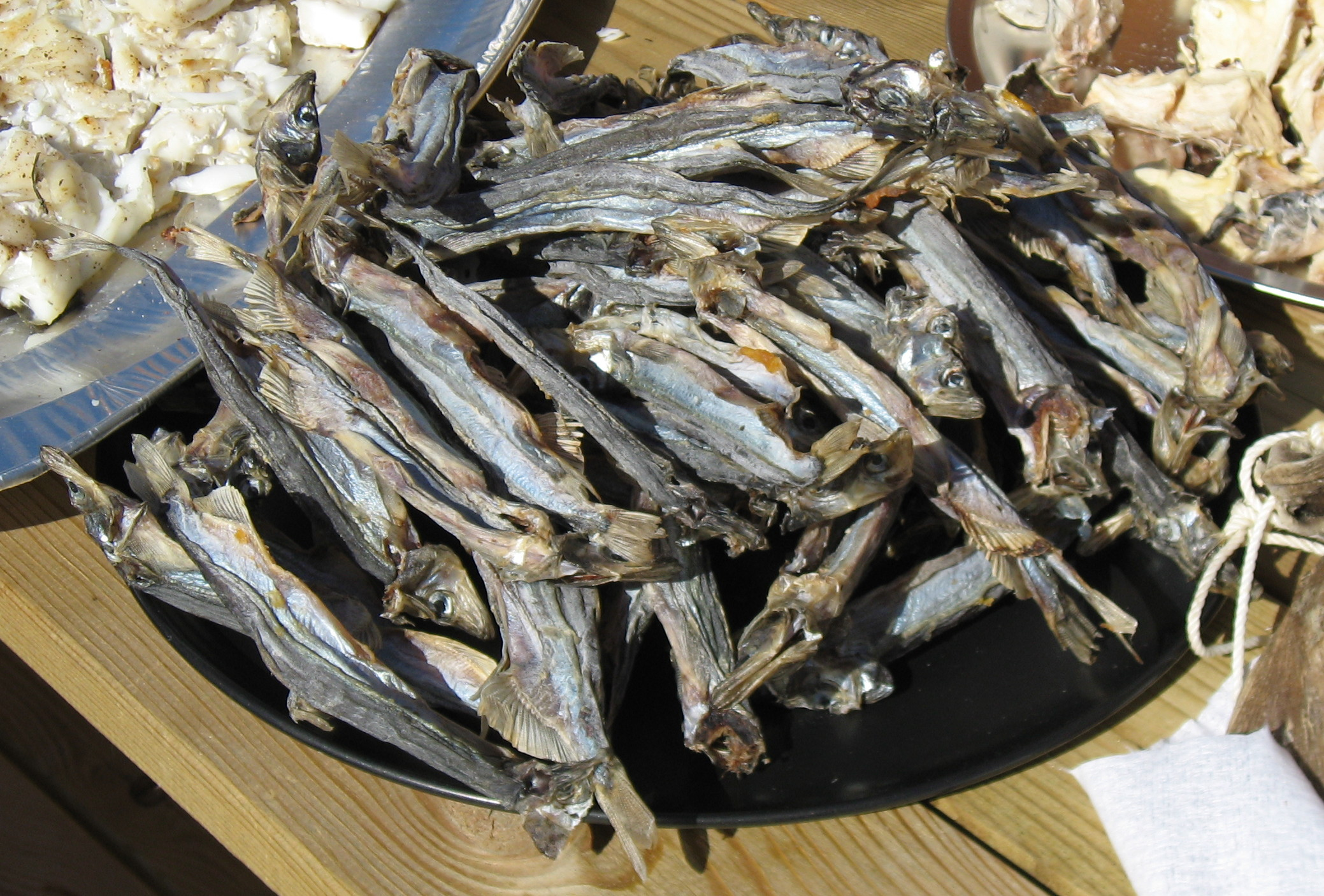
Cá trứng sấy khô

Ở Việt Nam hiện nay, cá trứng được nhập khẩu và lượng hàng có quanh năm. Nguồn nhập khẩu chủ yếu từ Na Uy và Nhật Bản. Cá trứng nhập từ Nhật và Na Uy chỉ khác nhau ở chỗ, cá từ Na Uy thường nhập nguyên kiện, khi bán lẻ và phân phối tới các siêu thị phải chia nhỏ, đóng gói, còn cá trứng nhập từ Nhật thì đã được đóng sẵn thành từng gói nhỏ.

## Hình ảnh

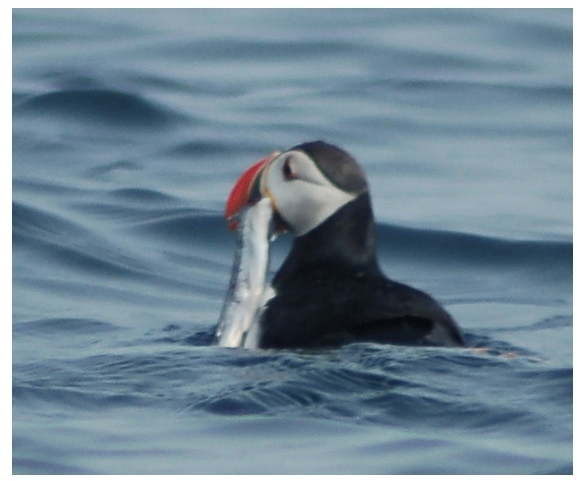
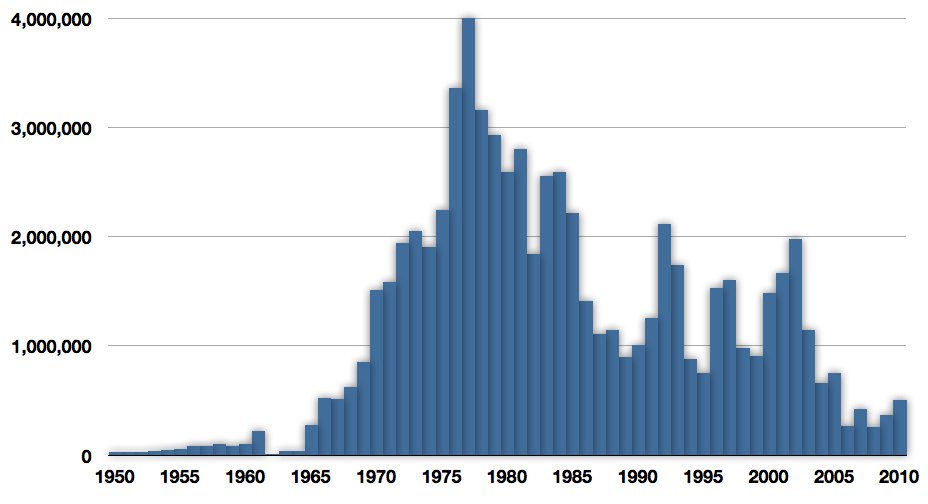